# Sophie Veldhuizen
Sophie Veldhuizen (Baarn, 6 maart 1983) is een Nederlands musicalactrice en zangeres.

## Opleiding/Vorming
Van 1995 tot en met 2000 was Veldhuizen aangesloten bij Jeugdtheaterschool Marmelijn in Baarn. Na haar opleiding aan Het Baarnsch Lyceum studeerde ze Film- en Televisiewetenschappen aan de Universiteit van Amsterdam en volgde ze zanglessen aan de MusicAllFactory in Tilburg. Hierna stroomde Veldhuizen door naar het Fontys Conservatorium in Tilburg, waar ze afgestudeerd is in de richting Muziektheater. Daarnaast volgde ze workshops van onder andere Peter Lusse en Maike Boerdam. In 2007 en 2008 volgde Veldhuizen een tweede fase Muziektheateropleiding aan het Conservatorium van Tilburg.

## Theater
Tijdens haar studie was ze in diverse voorstellingen van het Conservatorium te zien, waaronder Company, Joe, Vitale Delen en Yerma. Veldhuizen trad als backing vocaliste op in de Efteling Sprookjesshow geproduceerd door Studio 100.
Veldhuizen speelde in de musicals My Fair Lady, Anatevka en nam deel aan het tv-programma Op zoek naar Evita waarin ze 8e werd. Veldhuizen was een van de elf deelnemers aan de live-shows van het televisieprogramma Op zoek naar Mary Poppins in 2009 / 2010. Hierin bereikte Veldhuizen de tweede plaats en werd alternate van Noortje Herlaar in de musical Mary Poppins.
In 2012 was zij te zien in het ensemble van de musical Soldaat van Oranje en in 2013 in Hij gelooft in mij.
Musicals
- 2005 - Efteling Sprookjesshow als backing vocaliste.
- 2006/2007 - My Fair Lady in het ensemble en 2e understudy Eliza Doolittle
- 2008/2009 - Anatevka als Hodel
- 2010/2011 - Mary Poppins als alternate Mary Poppins
- 2012 - Soldaat van Oranje in het ensemble en 1e understudy Charlotte
- 2012/2014 - Hij Gelooft in Mij in het ensemble en 2e understudy Rachel Hazes
- 2015 - Onder de groene hemel als Barbara Groenendaal
- 2016 - De Tweeling in het ensemble en Bazin/Mathilde, understudy Elisabeth
- 2016/2017 - Ciske de Rat als Suus Bruijs

## Televisie
- Veldhuizen sprak diverse documentaires in, die zijn uitgezonden door de VPRO.
- Veldhuizen speelde in aflevering 105 en in aflevering 112 van seizoen 3 de rol van drogist verkoopster in de serie, TopStars van Studio 100.
- Najaar 2007 was ze een van de deelnemers aan de live-shows van Op zoek naar Evita en vertolkte onder andere het beroemde nummer Send in the Clowns uit de musical A little Night Music. In de eerste ronde kwam ze in de sing-off terecht, maar 'musicalicoon' Willem Nijholt gunde haar nog een kans. Uiteindelijk heeft Veldhuizen na de derde ronde het programma moeten verlaten en aldus de achtste plaats bereikt.
- In 2008 was Veldhuizen enkele malen te zien met nummers uit Anatevka, tijdens het Musical Awards Gala 2008 en de Uitmarkt Musical Sing-a-long.
- Tijdens de uitreiking van de Gouden Televizier-Ring op 24 oktober 2008 trad Veldhuizen op om de makers van het genomineerde programma Op zoek naar Evita in het zonnetje te zetten.
- In 2009 / 2010 was Veldhuizen te zien als een van de elf finalisten van de zoektocht naar Mary Poppins in het tv-programma Op zoek naar Mary Poppins. Ze bereikte, zonder ooit in de sing-off te hebben gestaan, de finale maar werd tweede. Tijdens de liveshows zong ze onder andere het van Sting en Eva Cassidy bekende nummer Fields of Gold.
- Rol Eva Nuys in de nieuwe serie Startup
- 2022 Michelle in het gouden uur

## Overig
- Veldhuizen sprak de rol in van Minette in de film Felix en het Geheim van de Verdwenen Vriendjes.
- Veldhuizen zingt als Mary Poppins een duet met Coole Piet Diego getiteld Oh wat een feest.